# Josef Kern (Musiker)
Josef „Sepp“ Kern (* 30. Dezember 1933 in Gradenberg; † 30. Juni 2010 in Graz) war ein österreichischer Musiker und Hotelier.

## Leben
Josef Kern war Mitbegründer der steirischen Volksmusikgruppe Kern-Buam und übernahm nach dem Ableben seines Vaters die Leitung der Gruppe. Er spielte Trompete, Saxophon, Klarinette und komponierte zahlreiche „Kern-Buam“-Lieder. Kern war auch Gründungsmitglied und langjähriger Präsident des Verbandes Österreichischer Volksmusik-Komponisten (VÖV) und betrieb in Graz ein Hotel. Am 19. April 1996 wurde Sepp Kern zum Professor und am 25. Juni 2008 zum Senator ernannt. Er war der Schwiegervater des Fußballers Heribert Weber. Im Frühjahr 2009 lösten sich die Kern-Buam aus gesundheitlichen Gründen auf. Am 30. Juni 2010 erlag Kern seinen Herzproblemen.

## Auszeichnungen
- 1991 Weltkulturpreis
- 1996 Berufstitel Professor der Volksmusik[1]
- 1998 Goldenes Verdienstzeichen der Republik Österreich
- 2007 Großes Ehrenzeichen des Landes Steiermark[2]
- 2007 Goldener Rathausmann der Stadt Wien[3]
- 2008 Titel „Senator“ vom EWI – Europäisches Wirtschaftsinstitut International
- Großes Goldenes Ehrenzeichen des Landes Steiermark
- Goldenes Ehrenzeichen der Landeshauptstadt Graz
- Goldenes Ehrenzeichen der Stadt Köflach